# Brampton Bryan
Brampton Bryan is een civil parish in het bestuurlijke gebied Herefordshire, in het Engelse graafschap Herefordshire.